# Гольцова, Нина Григорьевна
Нина Григорьевна Гольцова (29 января 1937, Ногинск — 31 декабря 2005, Москва) — советский и российский педагог и филолог-русист, доктор филологических наук, профессор кафедры культуры речи и риторики, проректор Московского государственного областного университета. Заслуженный работник высшей школы Российской Федерации (2002). Лауреат премии Правительства РФ в области образования (2004).

## Биография
Нина Григорьевна Гольцова родилась 29 января 1937 года в городе Ногинске Московской области.
В 1955 году поступила на филологический факультет МОПИ им. Н. К. Крупской. После окончания вуза работала учителем русского языка и литературы в школах Московской области.
С 1963 года являлась преподавателем в Орехово-Зуевском педагогическом институте, параллельно обучаясь в аспирантуре МОПИ им. Н. К. Крупской.
После окончания аспирантуры на научной и преподавательской работе в МОПИ им. Н. К. Крупской, где прошла путь от ассистента до профессора, заведующего кафедрой и проректора.
С 1977 года входила в состав научно-методического совета по русскому языку при Министерстве просвещения СССР. В дальнейшем являлась сопредседателем Федерального экспертного совета по русскому языку, входила в состав жюри конкурсов «Учитель года России» и «Учитель года Подмосковья». Являлась членом Международной педагогической академии.
В 1991 году выступила инициатором создания кафедры культуры речи и риторики факультета русской филологии Московского государственного областного университета, которую возглавляла в течение 23 лет, являлась проректором этого же университета.
Является соавтором школьных учебников по русскому языку для 10-11 классов, учебников и учебных пособий по русскому языку и филологии для высшей школы. За создание учебного комплекса по русскому языку для 10-11 классов авторский коллектив в составе Гольцовой Нины Григорьевны, Шамшина Игоря Викторовича и Мищериной Марины Алексеевны в 2004 году удостоен Премии Правительства Российской Федерации в области образования.
Учебники и учебные пособия Н. Г. Гольцовой включены в учебные программы различных учебных заведений.
Умерла 31 декабря 2005 года в Москве.

## Некоторые публикации

### Учебники
- Гольцова Н. Г., Мищерина М. А., Шамшин И. В. Русский язык. 10-11 классы. Учебник / ред. Л. Н. Федосеева, Е. М. Климова. — М. (учебник выдержал более 10 переизданий)

### Статьи
- Гольцова Н. Г., Никульцева В. В. Прогулки вокруг Кремля: Китай-город // Светозар : журнал. — 2002. — № 4. — С. 2—3.
- Гольцова Н. Г., Никульцева В. В. Слово о человеке, учёном и учителе (о Н. М. Шанском) // Семантика слова и семантика текста. Сборник научных трудов, посвященный 80-летию со дня рождения академика РАО Н. М. Шанского. — 2002. — С. 3—7.

## Награды
- Заслуженный работник высшей школы Российской Федерации — за заслуги в научной работе, значительный вклад в дело подготовки высококвалифицированных специалистов[4]
- Премия Правительства Российской Федерации в области образования — за создание учебного комплекта «Русский язык. 10-11 классы»[5]
- Премия Губернатора Московской области
- Отличник народного просвещения РСФСР

## Память
Проводятся круглые столы и конференции, посвящённые памяти профессора Нины Григорьевны Гольцовой.